# Biała Wieś
Biała Wieś is een dorp in de gemeente Grodzisk Wielkopolski, in het district Grodzisk Wielkopolski, woiwodschap Groot-Polen. Het ligt in het westen van Polen.